# Craspedoxantha manengubae
Craspedoxantha manengubae är en tvåvingeart som beskrevs av Speiser 1915. Craspedoxantha manengubae ingår i släktet Craspedoxantha och familjen borrflugor.
Artens utbredningsområde är Kamerun. Inga underarter finns listade i Catalogue of Life.